# Leptataspis bukidnona
Leptataspis bukidnona är en insektsart som beskrevs av Victor Lallemand 1923. Leptataspis bukidnona ingår i släktet Leptataspis och familjen spottstritar. Inga underarter finns listade i Catalogue of Life.